# Liste der Biografien/Pold
Liste der Biografien |
Portal Biografien |
Personensuche
# |
A |
B |
C |
D |
E |
F |
G |
H |
I |
J |
K |
L |
M |
N |
O |
P |
Q |
R |
S |
T |
U |
V |
W |
X |
Y |
Z |
?
 
Pa |
Pc |
Pe |
Pf |
Ph |
Pi |
Pj |
Pk |
Pl |
Pm |
Pn |
Po |
Pr |
Ps |
Pt |
Pu |
Pv |
Pw |
Py
 
Poa |
Pob |
Poc |
Pod |
Poe |
Pof |
Pog |
Poh |
Poi |
Poj |
Pok |
Pol |
Pom |
Pon |
Poo |
Pop |
Por |
Pos |
Pot |
Pou |
Pov |
Pow |
Pox |
Poy |
Poz
 
Pola |
Polc |
Pold |
Pole |
Polf |
Polg |
Polh |
Poli |
Polj |
Polk |
Poll |
Polm |
Poln |
Polo |
Pols |
Polt |
Polu |
Polv |
Polw |
Poly |
Polz
Die Liste der Biografien führt alle Personen auf, die in der deutschsprachigen Wikipedia einen Artikel haben. Dieses ist eine Teilliste mit 19 Einträgen von Personen, deren Namen mit den Buchstaben „Pold“ beginnt.

## Pold
- Pold, Karl-Martin (* 1981), österreichischer Regisseur, Autor, Produzent und Journalist

### Polda
- Polda, Janez (1924–1964), jugoslawischer Skispringer

### Polde
- Polder, Dick van den (1934–2013), niederländischer Fußballspieler
- Polder, Dirk (1919–2001), niederländischer Physiker
- Polder, Reiner (* 1955), deutscher Fußballspieler
- Polder, Tessa (* 1997), niederländische Volleyballspielerin
- Poldesz, Albert (1925–1997), ungarischer Lyriker

### Poldi
- Polding, Bede (1794–1877), britischer römisch-katholischer Ordensgeistlicher und Erzbischof von Sydney
- Pöldinger, Walter (1929–2002), österreichischer Psychiater
- Poldini, Ede (1869–1957), ungarischer Komponist

### Poldm
- Põldma, Janno (* 1950), estnischer Filmregisseur und Jugendbuchautor
- Põldmäe, Alo (* 1945), estnischer Komponist
- Põldmäe, Asta (* 1944), estnische Schriftstellerin
- Põldmäe, Jaak (1942–1979), estnischer Literaturwissenschaftler
- Põldmäe, Rudolf (1908–1988), estnischer Literaturwissenschaftler, Folklorist und Kulturwissenschaftler

### Poldr
- Poldrack, Rosmarie (* 1955), deutsche Ärztin
- Poldrack, Russell (* 1967), US-amerikanischer Psychologe und Neurowissenschaftler
- Poldrugač, Jurica (* 1997), kroatischer Fußballspieler

### Poldv
- Põldvere, Laura (* 1988), estnische Sängerin und Mitglied der Band SuntribeLaura Põldvere (* 1988)

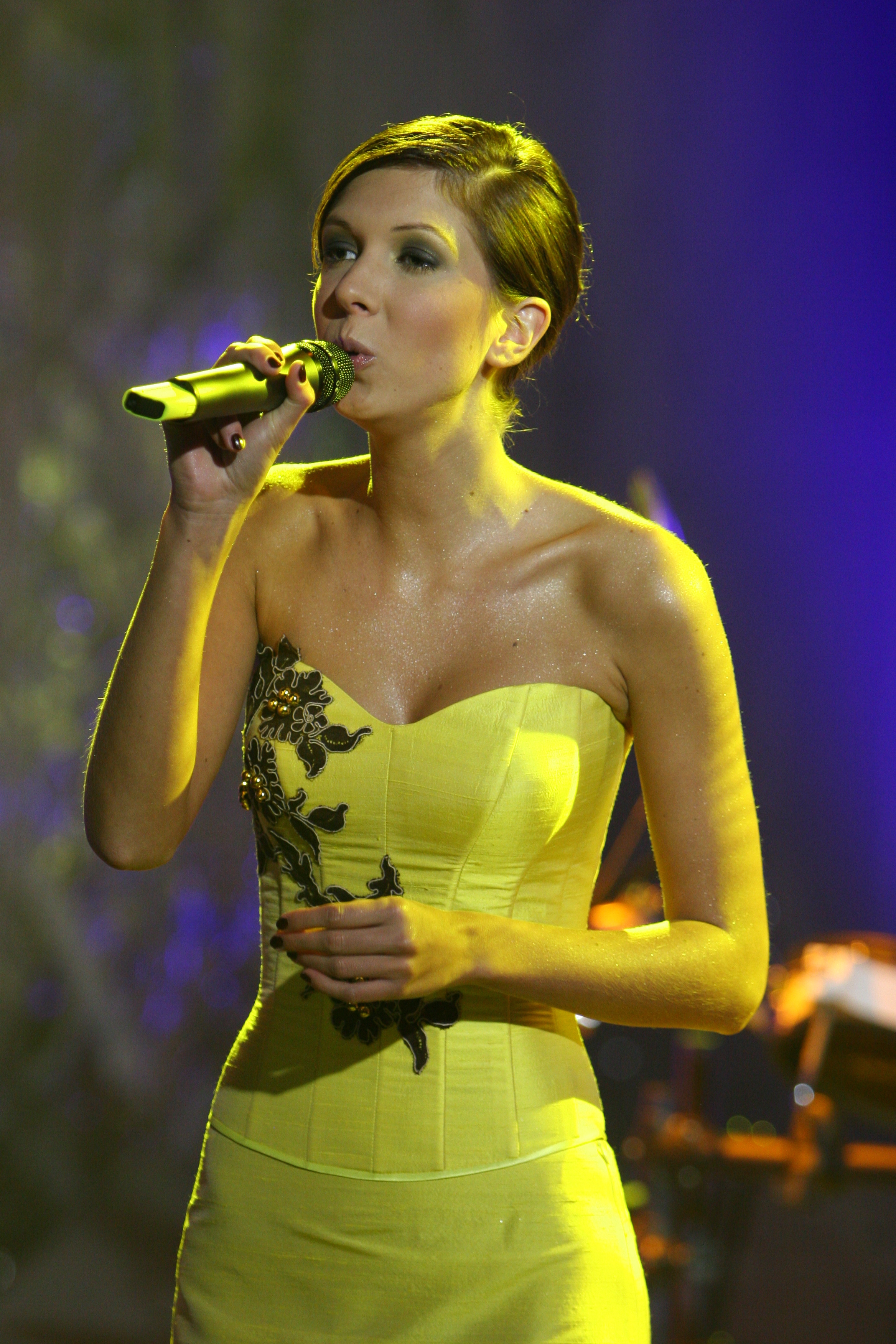
Laura Põldvere (* 1988)